# ラグナル・エストベリ

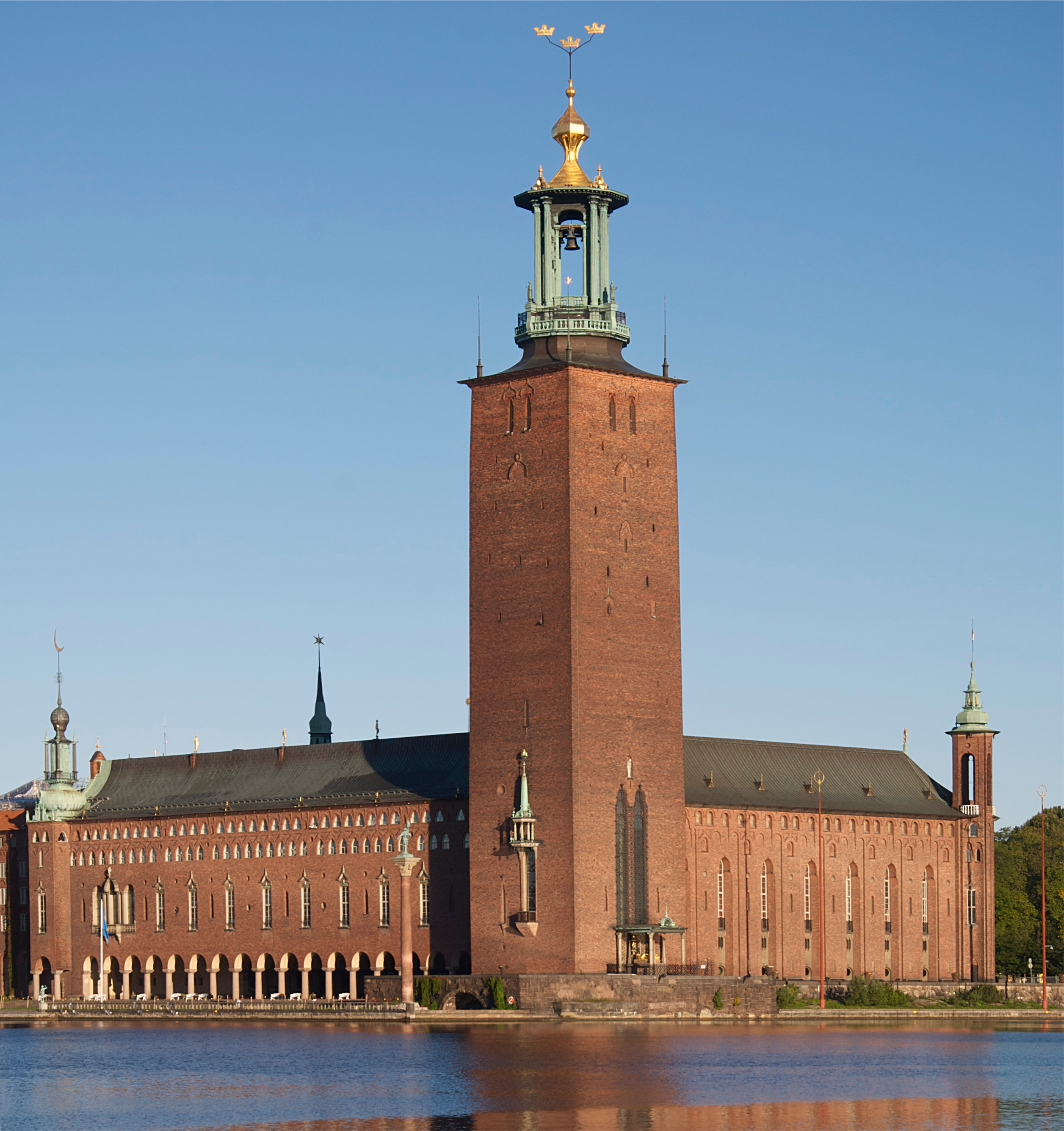
ストックホルム市庁舎

ラグナール・エストベリ（スウェーデン語: Ragnar Östberg, 1866年7月14日-1945年2月5日）はスウェーデンの建築家。同国のナショナル・ロマンティシズム建築のモニュメントといえるストックホルム市庁舎が、彼の代表作である。作品数は多くないが、ナショナル・ロマンティシズムの中心的人物として、後進の建築家に多大な影響を与えた。
早稲田大学助教授（当時）の今井兼次は1926-1927年に地下鉄の視察のため各国を訪れたが、途中でスウェーデンを訪れてエストベリに面会し、大きな感銘を受けた。

## 作品
- Nedre Manilla
- Villa Ekarne (1905)
- Villa Pauli (1905)
- Scharinska villan (1905)
- Aschanska villan (1906)
- Teaterhuset (1906-1907)
- Östermalms läroverk, "Östra Real" (1906-1910)
- Patent- och registeringsverket (1911-1921)
- ストックホルム市庁舎 (1923)
- Helsingborg krematorium (1929)
- Riksbron in Stockholm (1926-1930)
- Värmlands nation in Uppsala (1930)
- The Stagnelius school (1931-32)
- The maritime museum in Stockholm (1933-1936)
- The Zorn museum in Mora (1938-1939)